# Garganta del Villar
Garganta del Villar ist ein Ort und eine zentralspanische Gemeinde (municipio) mit nur noch 39 Einwohnern (Stand: 2024) in der Provinz Ávila in der Autonomen Region Kastilien-León.

## Lage und Klima
Der ca. 1460 m hoch gelegene Ort Garganta del Villar liegt im Quellgebiet mehrerer Bäche (arroyos) etwa 1,5 km (Luftlinie) nördlich des Río Alberche und gut 50 km südwestlich der Provinzhauptstadt Ávila. Das Klima im Winter ist kühl, im Sommer dagegen gemäßigt bis warm; die geringen Niederschlagsmengen (ca. 400 mm/Jahr) fallen – mit Ausnahme der nahezu regenlosen Sommermonate – verteilt übers ganze Jahr.

## Bevölkerungsentwicklung
| Jahr      | 1857 | 1900 | 1950 | 2000 | 2019 |
| Einwohner | 310  | 272  | 224  | 76   | 39   |

Wegen der Mechanisierung der Landwirtschaft, der Aufgabe bäuerlicher Kleinbetriebe und dem damit einhergehenden Verlust an Arbeitsplätzen ist die Bevölkerung der Gemeinde konstant rückläufig.

## Wirtschaft
Das wirtschaftliche Leben der Gemeinde ist in hohem Maße agrarisch orientiert – früher wurden Getreide, Weinreben etc. zur Selbstversorgung angepflanzt; Gemüse stammte aus den Hausgärten und auch Viehzucht wurde betrieben. Seit den letzten Jahrzehnten des 20. Jahrhunderts spielt der ländliche Tourismus (turismo rural) eine immer bedeutsamer werdende Rolle im Wirtschaftsleben der Gemeinde.

## Geschichte
Obwohl der Ort zum ehemaligen Siedlungsgebiet der Vettonen gehörte, wurden bislang weder keltische, römische, westgotische oder maurische Funde entdeckt. Man muss daher annehmen, dass das hochgelegene Gebiet jahrhundertelang nur als Sommerweide diente und erst nach der Rückeroberung (reconquista) Ávilas im 11. Jahrhundert allmählich besiedelt wurde.

## Sehenswürdigkeiten
- Die im 16. Jahrhundert an der Stelle einer älteren Kirche erbaute Iglesia de la Asunción de Nuestra Señora ist ein dreischiffiger Bau mit einem Glockenturm (campanario) hinter der Apsis. Das schlichte Portal befindet sich auf der Südseite und wird von einer offenen Vorhalle (portico) geschützt. Das dreischiffige Langhaus ist von einem offenen hölzernen Dachstuhl bedeckt; lediglich das Chorjoch mitsamt der polygonal gebrochenen Apsis verfügen über ein sternförmiges Rippengewölbe. Zur Ausstattung gehören eine reliefierte Granit-Kanzel (pulpito), ein schmuckloser Taufstein (pila bautismal) und mehrere kleine Altarretabel (retablos).[4]
- Die unscheinbare Ermita de San Roque steht neben einer eingezäunten Viehweide.
- Am Ortsrand steht ein Klauenstand (potro de herrar) zur Hufpflege der Arbeitstiere.[5]